# Palmodes dimidiatus
Palmodes dimidiatus är en biart som först beskrevs av De Geer 1773.  Palmodes dimidiatus ingår i släktet Palmodes och familjen grävsteklar. Inga underarter finns listade i Catalogue of Life.